# Dante Bertini
Dante Bertini (Buenos Aires) es un artista multifacético -escritor, escenógrafo, diseñador gráfico y artista plástico- nacido en Argentina y afincado en Europa desde 1975. Posee también la nacionalidad española.

## Biografía
Entre 1971 y 1975 fue el único dibujante e ilustrador del diario La Opinión, dirigido por Jacobo Timerman y considerado uno de los periódicos más influyentes del periodismo argentino contemporáneo. De línea liberal progresista y centrado en el texto más que en la imagen, La Opinión contó con colaboradores como Juan Gelman, Paco Urondo, Vicky Walsh y Homero Alsina Thevenet.
Antes de cumplir los 20 años, Bertini fue jefe de arte de la revista Mitomagia, dirigida por Ernesto Sabato y Roger Plá. También trabajó en escenografía y diseño teatral junto a directores como Eduardo de Laudano, Néstor Tirri y Oscar Aráiz, este último en el Instituto Di Tella.
En diciembre de 1975 se exilió de Argentina, residiendo en Madrid, Ibiza, Estados Unidos y París. En España fue ilustrador del diario El Periódico (1993–1997) y colaborador gráfico y editorial en medios como Cinemanía, Rolling Stone, Cuadernos de pedagogía y La Il.lustració, revista de la Asociación Profesional de Ilustradores de Cataluña (APIC), en la que también fue editor de secciones. Diseñó portadas para diversas editoriales como Planeta, Gedisa, Plaza y Janés y Señor Hidalgo, entre otras.
Durante su estadía en Ibiza (1976–1988), desarrolló una línea de ropa artística en edición limitada bajo la firma Bertini/Chapuis, que vendía en su tienda Dadá junto a su pareja y socio, Jorge Chapuis Herrou. También ha publicado artículos y columnas en revistas y diarios de Argentina, España, Colombia y México
Miembro de la Asociación de Escritores de España (ACE), fue jurado de varios Premios Nacionales de Ilustración Españoles y también del Festival de Cine Erótico de Cataluña (FICEC) y del Festival Cinematográfico Iberoamericano de Cataluña (Lérida). Perteneció a la Junta Directiva de la Asociación Profesional de Ilustradores de Cataluña (APIC) y desde el año 2000, y en distintos puestos, fue miembro de la Junta Directiva de la Asociación Colegial de Escritores de Cataluña (ACEC). En octubre de 1998 fue invitado a exponer en su condición de dibujante de prensa al 13e Festival International de la Caricature de Saint Estève, Francia. Durante la primera década del 2000 realizó ciclos de conferencias para Amics de la Unesco de Barcelona, entre ellas El oficio de escribir y Mujer de tango. Colaboró en las muestras colectivas Cosas de Casados (2005) para el Festival de Cultura GLT de Madrid y en Toca-la otra vegada, Sam (2007), organizada por el Ayuntamiento de Sitges y el Instituto Cervantes. Con el grupo Sur y bajo el epígrafe Rojo Sangre expuso en la Sala Silvina Ocampo del Consulado Argentino de Barcelona y en la Sala de Exposiciones del Ayuntamiento de Badalona.
Contribuye desde el año 2009 al diseño de la colección de libros de Ediciones S&P de Barcelona, ilustrando las cubiertas de todos sus títulos.
Desde 2015 hasta 2018 fue jurado del Premio Internacional de Poesía Jesús Serra del Grupo Catalana Occidente. En 2017 el director de la revista literaria periódica Ayesha, el escritor y periodista Alejandro Margulis, le encarga el rediseño de la segunda época de esta publicación argentina (cinco números publicados hasta mediados de 2019). A fines del 2019 vuelve a diseñar la revista, ahora en tamaño tabloide. En septiembre del año 2018 expone dibujos eróticos en 
Voyeurisme à la Voirie-Ungedruckte Erotik
la Voirie Rue de Fontaines 1 Landart Biel - Bienne SUIZA.
Mantiene con regularidad y creciente cantidad de visitantes sus blogs Cacho de pan y Amorimás, además de su página en Facebook D(ibuj)ante Bertini, dedicada exclusivamente a sus dibujos y trabajos gráficos. 
Al recibir en 1992 el prestigioso Premio de Novela Erótica La Sonrisa Vertical, de la editorial Tusquets, Bertini declaró: 
"El escritor Julio Cortázar dijo alguna vez que todas las palabras eran limpias, ya que servían para denominar alguna cosa de la mejor manera posible. Según él, ningún escritor argentino de su generación se había atrevido a usar con naturalidad aquellas palabras que eran consideradas sucias; tampoco a decir según qué de forma clara y directa. Creo que yo tomé sus palabras como un desafío."

## Premios
- Premio La Sonrisa Vertical (1993) de editorial Tusquets (Barcelona), por El hombre de sus sueños
- Primer finalista del mismo premio con Salvajes Mimosas, (1992)

## Obras
- El hombre de sus sueños, novela
- Salvajes mimosas, novela
- Eros desencadenado, poesía
- amorimás, poesía
- Tantos poemas tontos, poesía
- Asuntos privados, poesía
- Carne sobre las brasas, teatro
- Entre Redes, teatro
- Loser, cómic (guion)

Como autor/compilador:
transAtlánticos, Poetas argentinos de/en Barcelona
Como coautor:
Cartes des de Barcelona, epistolario, (Ediciones 62), 
La doble sombra, Poesía Argentina Contemporánea, (antología poética de la editorial mexicana "Vaso Roto") y 
Pervertidos, (editorial Traspiés) cuentos.